# Antidesma cruciforme
Antidesma cruciforme är en emblikaväxtart som beskrevs av Andrew Thomas Gage. Antidesma cruciforme ingår i släktet Antidesma och familjen emblikaväxter. Inga underarter finns listade i Catalogue of Life.